# Certhiidae (Sibley)
Famille
La famille des Certiidés (ou Certhiidae) appartient à la classe des oiseaux et à l'ordre des Passeriformes. Ce sont des passereaux caractéristiques de la zone néarctique dont certaines espèces ont colonisé la  zone néotropicale d'une part, la  zone paléarctique d'autre part. Une espèce a atteint la zone orientale.
Les espèces de cette famille sont appelées auripares, donacobes, gobemoucherons, grimpereaux ou encore troglodytes.

## Liste des sous-familles
- Certhiinae
- Polioptilinae
- Troglodytinae

## Liste alphabétique des genres
- Auriparus Baird, 1864
- Campylorhynchus Spix, 1824
- Catherpes Baird, 1858
- Certhia Linnaeus, 1758
- Cinnycerthia Lesson, 1844
- Cistothorus Cabanis, 1850
- Cyphorhinus Cabanis, 1844
- Donacobius Swainson, 1831
- Ferminia Barbour, 1926
- Henicorhina Sclater & Salvin, 1868
- Hylorchilus Nelson, 1897
- Microbates Sclater & Salvin, 1873
- Microcerculus Sclater, 1862
- Nannus Billberg, 1828
- Odontorchilus Richmond, 1915
- Polioptila Sclater, 1855
- Ramphocaenus Vieillot, 1819
- Salpinctes Cabanis, 1847
- Salpornis Gray, 1847
- Thryomanes Sclater, 1862
- Thryorchilus Oberholser, 1904
- Thryothorus Vieillot, 1816
- Troglodytes Vieillot, 1809
- Uropsila Sclater & Salvin, 1873